# دانيال د. جوزيف
دانيال د. جوزيف (بالإنجليزية: Daniel D. Joseph)‏ هو مهندس أمريكي، ولد في 26 مارس 1929 في شيكاغو في الولايات المتحدة، وتوفي في 24 مايو 2011 في منيابولس في الولايات المتحدة.